# Сосновец
Сосно́вец (пол. Sosnowiec, сил. Sosnowjec) — город в южной Польше, в Силезском воеводстве. Один из крупнейших городов Верхнесилезского промышленного округа и Заглебья Домбровского. Граничит со столицей воеводства — Катовице. С 2018 года один из 41 города, образующего Гурношленско-Заглембскую Mетрополию. Крупный узел автомобильных и железных дорог. Город на правах повята. Население —189 178 человек (2022).

## История
Название города Сосновец происходит от сосновых боров, которые произрастали на этой территории до 1830 года. Первое упоминание о деревне Сосновец обнаружено в архиве сельского прихода Мысловице и датируется 1727 годом. Сосновец в то время был небольшой деревней, расположенной по соседству с деревнями Селец и Загуже (в настоящее время — микрорайоны города Сосновец).

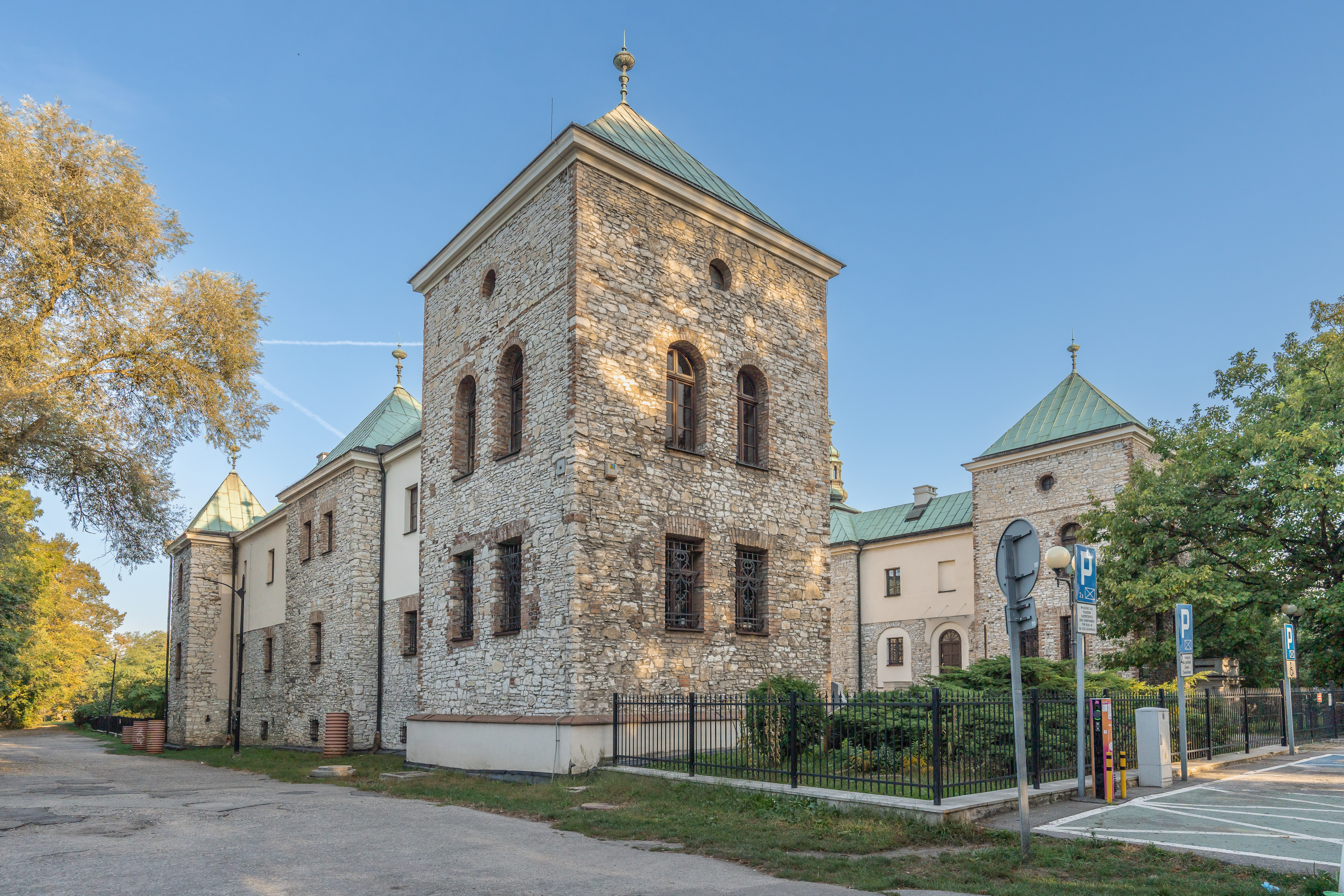
Селецкий замок

В 1795 году после третьего раздела Польши Сосновец вошёл в состав Пруссии под названием Sosnowietz. Во время наполеоновских войн город был частью независимого Варшавского герцогства, после поражения Наполеона отошёл к автономному Царству Польскому в составе Российской империи.
Стремительное развитие Сосновца в XIX веке связано с открытием богатых залежей минералов, прежде всего каменного угля, а также с развитием железнодорожного сообщения и приграничным положением (на границе Австро-Венгерской и Российской империи). В 1848 году в Мачках (ныне район Сосновца) открыт железнодорожный вокзал. Станция так и называлась — Граница (ныне Сосновец-Мачки). В 1859 году в центре будущего города был построен второй вокзал под названием Сосновице (ныне Сосновец-Главный).

Верхнесилезская агломерация

Во время польского восстания 1863—1864 годов Сосновец был занят мятежниками из отряда полковника Аполинария Куровского, которые контролировали населённый пункт в период с 7 по 22 февраля 1863 года
В 1902 году Сосновец получил статус города. На тот момент там проживало 61 000 человек, работало собственное издательство, театр, больница. В 1914 году население города составило уже 118 000 человек.

Дворец Оскарa Шонa

Первая мировая война приостановила развитие города. В этот период было уничтожено много промышленных объектов, разрушено большое количество шахт. После войны промышленность переживает новый подъём, сюда переезжает Торгово-промышленная палата.
В период Второй мировой войны в Сосновце существовало еврейское гетто. В городе традиционно проживала крупная еврейская община, к началу Второй мировой войны евреи составляли 22 % населения Сосновца. Значительная часть из них погибла во время нацистской оккупации в лагерях смерти.
В январе 1945 года город был освобождён от немецких оккупантов. Ещё до подхода основных сил польский партизанский отряд Армии Людовой под командованием С. Чарнецкого и передовой отряд 59-й армии после двухдневных боёв освободили северо-восточный пригород города
В 1990-е годы изменение политической и экономической ситуации в стране привело к тому, что многие отрасли промышленности пришли в упадок, были закрыты некоторые шахты, город стал развиваться преимущественно в сфере торговли и услуг. В начале XXI века облик Сосновца радикально меняется: перестраивается центр города и ставшее его визитной карточкой здание железнодорожного вокзала.

## Экономика
В связи с закрытием большого количества угольных шахт региона в экономике города постепенно снижается роль горнодобычи. Сейчас население города занято главным образом в металлургии, тяжёлой промышленности, металлообработке, сервисе и торговле.

## Достопримечательности
- Селецкий замок, XVII век
- Православная церковь Веры, Надежды, Любови и матери их Софии.
- Дворец Эрнста Шонa
- Дворец Оскарa Шонa
- Собор
- Железнодорожный вокзал Варшава-Вена
- Угол трёх императоров

## Города побратимы
- Сучава, (Румыния)
- Ле-Мюро, (Франция)
- Комаром, (Венгрия)
- Рубе, (Франция)
- Касабланка Маариф, (Марокко)
- Идар-Оберштайн, (Германия)
- Дергачи, (Украина)
- Дзиунув, (Польша)
- Крыница-Здруй, (Польша)
- Самбор, (Украина)[4]